# یورگ اشمال
یورگ اشمال (آلمانی: Jörg Schmall؛ زادهٔ ۲۷ ژانویهٔ ۱۹۴۳) قایقران قایق بادبانی اهل آلمان غربی بود.